# Lilla Ljungsjön
Lilla Ljungsjön är en sjö i Skara kommun i Västergötland och ingår i Göta älvs huvudavrinningsområde. Sjön har en area på 0,0274 kvadratkilometer och ligger 129 meter över havet. Sjön avvattnas av vattendraget Sjöråsån (Västerbroån). Sjön ligger strax väster om Rämmingstorp.

## Delavrinningsområde
Lilla Ljungsjön ingår i det delavrinningsområde (648789-137099) som SMHI kallar för Ovan Svartån. Medelhöjden är 104 meter över havet och ytan är 49,97 kvadratkilometer. Det finns ett delavrinningsområde uppströms, och räknas det in blir den ackumulerade arean 59,6 kvadratkilometer. Sjöråsån (Västerbroån) som avvattnar avrinningsområdet har biflödesordning 2, vilket innebär att vattnet flödar genom totalt 2 vattendrag innan det når havet efter 204 kilometer. Delavrinningsområdet består mestadels av skog (47 procent) och jordbruk (39 procent). Avrinningsområdet har 0,42 kvadratkilometer vattenytor vilket ger det en sjöprocent på 0,8 procent.